# Yves Deroff
Yves Deroff (Maisons-Laffitte, França, 29 de agosto de 1978) é um futebolista francês que joga actualmente no Guingamp.